# Aristea djalonis
Aristea djalonis är en irisväxtart som beskrevs av Auguste Jean Baptiste Chevalier och John Hutchinson. Aristea djalonis ingår i släktet Aristea och familjen irisväxter. Inga underarter finns listade i Catalogue of Life.